# Монтезума (Нью-Йорк)
Монтезума (англ. Montezuma) — місто (англ. town) в США, в окрузі Каюга штату Нью-Йорк. Населення — 1177 осіб (2020).

## Демографія
Згідно з переписом 2010 року, у місті мешкало 1277 осіб у 484 домогосподарствах у складі 350 родин. Було 531 помешкання
Расовий склад населення:
| - 98,4 % — білих - 0,3 % — чорних або афроамериканців - 0,2 % — корінних американців - 0,2 % — азіатів |

До двох чи більше рас належало 0,7 %. Частка іспаномовних становила 1,3 % від усіх жителів.
За віковим діапазоном населення розподілялося таким чином: 22,2 % — особи молодші 18 років, 65,0 % — особи у віці 18—64 років, 12,8 % — особи у віці 65 років та старші. Медіана віку мешканця становила 42,3 року. На 100 осіб жіночої статі у місті припадало 102,7 чоловіків;  на 100 жінок у віці від 18 років та старших — 102,7 чоловіків також старших 18 років.
Середній дохід на одне домашнє господарство  становив 66 939 доларів США (медіана — 54 875), а середній дохід на одну сім'ю — 76 581 долар (медіана — 59 615). Медіана доходів становила 45 938 доларів для чоловіків та 36 635 доларів для жінок. За межею бідності перебувало 11,8 % осіб, у тому числі 15,3 % дітей у віці до 18 років та 3,1 % осіб у віці 65 років та старших.
Цивільне працевлаштоване населення становило 684 особи. Основні галузі зайнятості: освіта, охорона здоров'я та соціальна допомога — 25,1 %, виробництво — 18,7 %, будівництво — 12,0 %, роздрібна торгівля — 8,8 %.